# 纽芬兰与拉布拉多省政府
纽芬兰与拉布拉多省政府是加拿大紐芬蘭與拉布拉多省的省级政府。广义上由省立法机关、省行政机关和省司法机关组成；狭义上特指省行政机关。

## 立法机关
纽芬兰与拉布拉多省议会是纽芬兰与拉布拉多省的立法机关，负责加拿大宪法和其他法律规定的属于本省管辖范围内的立法工作，监督本省行政机关等事务。

## 行政机关

### 省行政会议（内阁）
省行政会议（内阁）由省长、省行政机关各组成部门主管（各厅厅长）及其他必要人员组成。内阁成员由省长向省督建议，由省督任命；内阁成员通常为省议会议员。
本届省行政会议现时组成人员共14人。

### 省行政机关的组成部门
现时省行政机关的组成部门共有12个。
- 纽芬兰与拉布拉多省儿童、老年人和社会发展厅
- 纽芬兰与拉布拉多省数字政府和服务厅
- 纽芬兰与拉布拉多省教育厅
- 纽芬兰与拉布拉多省环境、气候变化和市政事务厅
- 纽芬兰与拉布拉多省财政厅
- 纽芬兰与拉布拉多省渔业、林业和农业厅
- 纽芬兰与拉布拉多省卫生和社区服务厅
- 纽芬兰与拉布拉多省移民、技能和劳工厅
- 纽芬兰与拉布拉多省工业、能源和科技厅
- 纽芬兰与拉布拉多省司法及公共安全厅
- 纽芬兰与拉布拉多省旅游、文化、艺术和创意厅
- 纽芬兰与拉布拉多省交通和基础设施厅

### 省属局
现时共有直管、半独立和独立运作的省属局24个。

## 司法机关
纽芬兰与拉布拉多省的最高法院为纽芬兰与拉布拉多省最高法院，省上诉法院为纽芬兰与拉布拉多省上诉法院。